# Route d'orientamento alla scelta di servizio
La route d'orientamento alla scelta di servizio (nota con la sigla ROSS) è un evento nazionale promosso dall'associazione AGESCI per permettere ai ragazzi, in prossimità della partenza, di verificare e fare sintesi sul proprio percorso scout.

## Caratteristiche
La Route di Orientamento della Scelta dei Servizi è un evento di una settimana, in cui riflette sulle tre scelte del partente (scelta di fede, scelta politica e scelta di servizio) e sul proprio percorso scout.
L'evento è nazionale; all'inizio viene fatta una cerimonia di apertura in cui si conoscono i compagni di viaggio, provenienti da diverse parti d'Italia e con cui si forma il nuovo clan.
La settimana è vissuta in stile RYS  e si inserisce nel cammino di progressione personale come momento educativo e non formativo.
La partecipazione alla Route di strada è riservata ai ragazzi che sono alla fine del loro percorso scout; solitamente, rover e scolte che sono ad un anno dal prendere la partenza (all'incirca 20/21 anni).
I capi campo durante l'evento, differenti dai propri capi unità, forniscono la voce dell'associazione e la loro personale esperienza riguardo l'adesione alle tre scelte.
Vengono proposte delle attività che aiutano a riflettere su ognuna delle tre scelte (fede, servizio e politica), a capire i propri punti fermi e le proprie indecisioni, a riflettere sulla propria vita, a chiedersi a che punto si è, dove si vuole arrivare e come fare per arrivarci.

## Obiettivi
- approfondire la valenza del servizio;
- aiutare i ragazzi ad orientarsi nella scelta del servizio;
- fornire un'occasione di verifica del proprio cammino esperienziale e vocazionale attraverso la presentazione di alcune figure (adulto - cristiano - volontario);
- fornire un'occasione di un punto della strada per le sole fasi di verifica e confronto del proprio progetto personale (le fasi di progetto e di programma si svilupperanno successivamente in clan) verso la partenza.